# Електроізоляційна стрічка

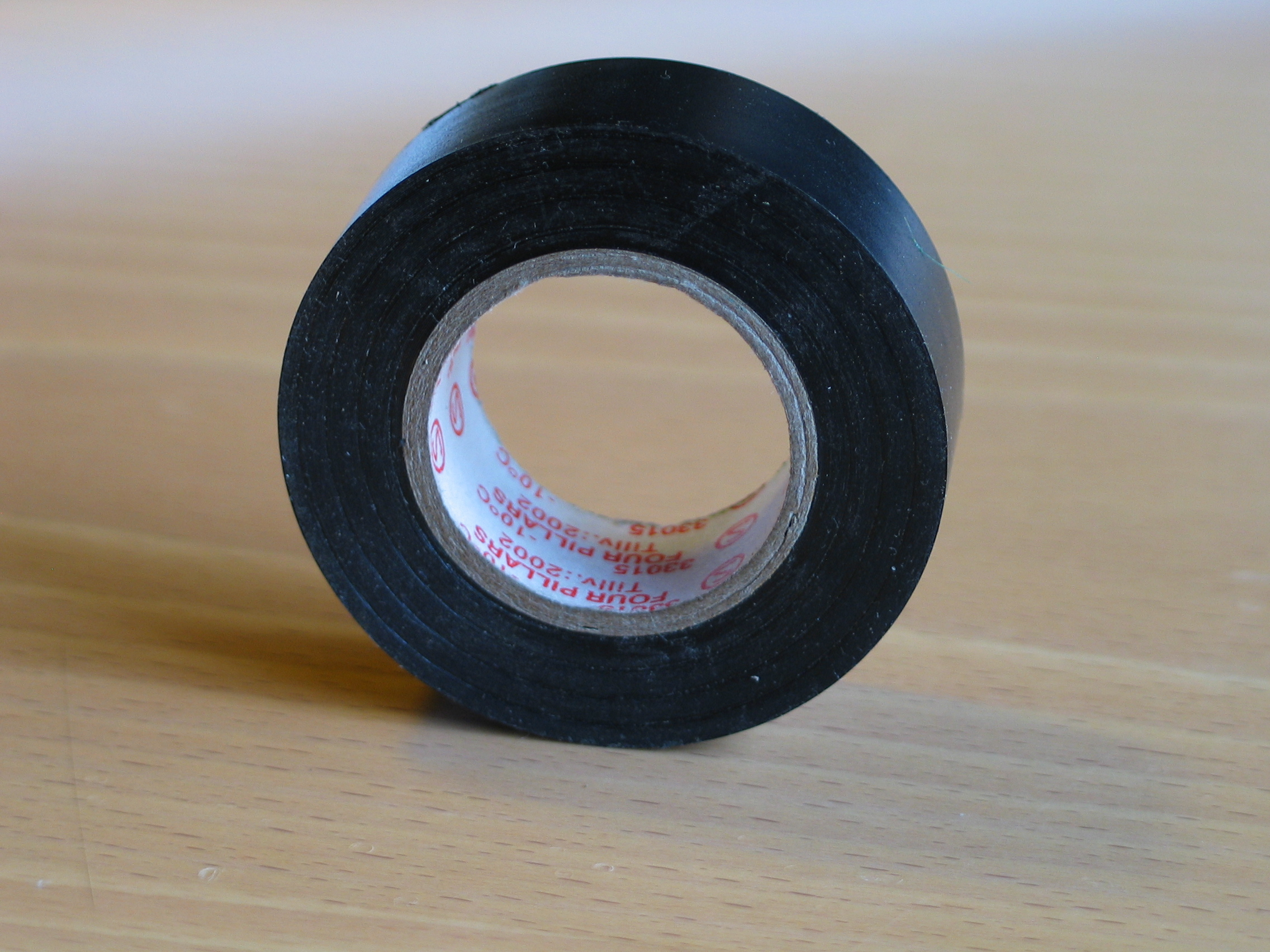
Типова електроізоляційна стрічка чорного кольору.

Електроізоляці́йна стрі́чка, або, скорочено, ізострі́чка — тип клейкої стрічки, що використовується для обмотки електричних проводів та кабелів з метою їх електроізоляції, а також інших матеріалів. Найпопулярнішим матеріалом для виготовлення є полівінілхлорид (ПВХ), оскільки стрічки на його основі є гнучкими і мають гарні ізоляційні властивості.

## Історія
Оригінальна електроізоляційна стрічка виготовлялася з тканини, що була просочена сумішшю Чаттертона (Chatterton's compound), клейким матеріалом на основі гутаперчи. Такі стрічки часто використовувалися для прокладення відкритої електропроводки з використанням роликів і трубок («Knob-and-tube wiring»).
На початку 1940-х років виник вініпласт — універсальний матеріал для широкого діапазону застосувань. Основним інгредієнтом вінілової плівки був трикрезилфосфат, який виконував роль пластифікатора. Проте цей матеріал мав недоліки, він робив поверхню плівки маслянистою, руйнуючи всі відомі адгезиви. Тоді дослідницькі хіміки та інженери з компанії 3M вирішили створити надійну, чутливу до тиску вінілову стрічку, яка б мала усі необхідні електричні, фізичні та хімічні властивості. Були проведені експерименти з об'єднання нових пластифікаторів з білою, як борошно, вініловою смолою. Перші ізоляційні стрічки були жовтого і білого кольорів. Але через нестійкість до ультрафіолету біла стрічка зрештою була замінена на чорну. Сучасні ізоляційної стрічки мають не тільки високі діелектричні властивості, але й гарну адгезію, еластичність, стійкість до погодних явищ, вологості і хімікатів, а також можуть використовуватися за низьких температур.

## Застосування
- Електрична ізоляція провідників.
- Захист провідників від механічних ушкоджень.
- Кольорове маркування провідників (наприклад, для індикації рівня напруги чи фази).
- Тимчасове з'єднання різних об'єктів один з одним.